# Ghansor
Ghansor là một thị trấn thống kê (census town) của quận Seoni thuộc bang Madhya Pradesh, Ấn Độ.

## Địa lý
Ghansor có vị trí 22°39′B 79°57′Đ / 22,65°B 79,95°Đ Nó có độ cao trung bình là 582 mét (1909 feet).

## Nhân khẩu
Theo điều tra dân số năm 2001 của Ấn Độ, Ghansor có dân số 6130 người. Phái nam chiếm 53% tổng số dân và phái nữ chiếm 47%. Ghansor có tỷ lệ 70% biết đọc biết viết, cao hơn tỷ lệ trung bình toàn quốc là 59,5%: tỷ lệ cho phái nam là 76%, và tỷ lệ cho phái nữ là 64%. Tại Ghansor, 15% dân số nhỏ hơn 6 tuổi.